# Гамильтон (гора)
Гамильтон (англ. Mount Hamilton) — гора в штате Калифорния, США.
Гора Гамильтон находится в центральной части Калифорнии, близ её тихоокеанского побережья, и является частью горного массива Дьябло-Рейндж (Diablo Range). Высота её достигает 1329 метров. Гора Гамильтон является наивысшей точкой калифорнийского округа Санта-Клара и всего региона залива Сан-Франциско. На Маунт-Гамильтон расположена одна из крупнейших в США Ликская астрономическая обсерватория.
Гора названа в честь пресвитерианского священника Лоурентайна Гамильтона. Своё это имя гора получила после путешествия к ней и её исследования 26 августа 1861 года американскими геологами У.Брюэром и Дж. Уитни в сопровождении местного пресвитерианского миссионера Л.Гамильтона. Прежнее, испанское название горы — Sierra de Santa Isabel.
В честь горы Гамильтон назван астероид (452) Гамильтония, открытый в 1899 году в Ликской астрономической обсерватории.